# Soft drug
In farmacologia una soft drug, da non confondere con il termine droga leggera utilizzata in altro ambito, rappresenta una nuova tipologia di farmaci caratterizzata da più alto indice terapeutico se paragonato ad altri farmaci con il medesimo effetto.
Il miglioramento dell'indice terapeutico viene raggiunto attraverso un più approfondito studio della molecola e del meccanismo d'azione, mirante a diminuire gli effetti avversi indotti dai farmaci. 
Le soft drug possono così essere ottenute valutando in maniera approfondita la farmacodinamica del farmaco ed il suo metabolismo. Caratteristica, infatti, delle soft drug è quella di agire solo sul sito d'azione interessato, senza coinvolgere altre sedi anatomiche, limitando in tal modo gli effetti indesiderati. Altra loro caratteristica è quella di non essere metabolizzata in altri composti aventi attività farmacologica, in modo tale da limitare la produzione di derivati che possono sommare la loro attività a quella del farmaco principale. Le soft drug di solito presentano un'emivita breve: ciò permette loro di effettuare un'attività terapeutica limitata nel tempo permettendo però nel contempo di ridurre gli effetti collaterali che si instaurano dopo una lunga somministrazione.

## Esempi
- Loteprednolo
- Remifentanil
- Esmololo